# 飯高町
飯高町（いいたかちょう）は、三重県飯南郡にあった町。現在の松阪市飯高町にあたる。

## 地理
- 山：局ヶ岳、三峰山、白倉山、迷岳、高見山、国見山、桧塚奥峰
  - 山脈：台高山脈
- 河川：櫛田川

町内を中央構造線が通る。月出の中央構造線（月出露頭）が有名。

### 隣接していた自治体
- 北：一志郡美杉村、奈良県宇陀郡御杖村
- 南：多気郡宮川村
- 東：飯南郡飯南町
- 西：奈良県吉野郡東吉野村

## 歴史
- 1956年（昭和31年）8月1日 - 飯南郡川俣村・波瀬村・宮前村・森村が合併して飯高町が発足。
- 2005年（平成17年）1月1日 - 松阪市・一志郡嬉野町・三雲町・飯南郡飯南町と合併し、改めて松阪市が発足[2]。同日飯高町廃止。
合併を巡っては有権者の6割超の反対署名が集められた[2]。

## 行政
- 町長：沖中由郎→今西良太郎→小倉信次→村岡力→石橋修→宮本里美
- 支所：川俣支所・森支所・波瀬支所（松阪市合併後は、飯高地域振興局の各出張所となっている）

## 姉妹都市
- 愛知県西春日井郡西春町（現：北名古屋市）

## 教育
中学校
- 飯高町立飯高西中学校
- 飯高町立飯高東中学校

現在は2校が併合して松阪市立飯高中学校となっている。
小学校
- 飯高町立宮前小学校
- 飯高町立川俣小学校
- 飯高町立波瀬小学校
- 飯高町立森小学校

現在は宮前小以外の3校が併合して松阪市立香肌小学校となっている。

## 交通

### 鉄道
町内を鉄道は通っていない。

### バス
- 三重交通

### 道路
- 一般国道
  - 国道166号
    - 道の駅飯高駅

  - 国道422号
- 一般県道
  - 三重県道569号蓮峡線
  - 三重県道695号奥津飯高線
  - 三重県道745号片野飯高線
  - 三重県道783号土屋原飯高線

## 出身者
- 大谷嘉兵衛
- 中西親志 - プロ野球選手
- 滝野要 - プロ野球選手